# Leo Maros
Leo Maros (* 16. Juni 1999) ist ein österreichischer Fußballspieler.

## Karriere
Maros begann seine Karriere beim Favoritner AC. 2009 wechselte er in die Jugend des SK Rapid Wien. 2012 wechselte er zum SC Team Wiener Linien. 2015 kam er in die Akademie des FK Austria Wien.
Im März 2017 stand er gegen den SC Mannsdorf erstmals im Kader der Zweitmannschaft der Austria. Sein Debüt für diese in der Regionalliga gab er im Mai 2017, als er am 29. Spieltag der Saison 2016/17 gegen den First Vienna FC in der Startelf stand.
Mit Austria Wien II stieg Maros 2018 in die 2. Liga auf. In der Aufstiegssaison 2017/18 kam er zu drei Einsätzen in der Regionalliga, in denen er ohne Treffer blieb. Sein Debüt in der zweithöchsten Spielklasse gab er im September 2018, als er am sechsten Spieltag der Saison 2018/19 gegen den SK Austria Klagenfurt in der 78. Minute für Anouar El Moukhantir eingewechselt wurde.
Im Jänner 2020 wechselte er leihweise zum Regionalligisten FCM Traiskirchen. Zur Saison 2020/21 wurde er von den Niederösterreichern fest verpflichtet.